# Kojšová
Kojšová (743 m) – szczyt w tzw. Luczańskiej części Małej Fatry w Karpatach Zachodnich na Słowacji. Znajduje się w zakończeniu północno-wschodniego grzbietu Minčola i jest jednym z najdalej na północ wysuniętym szczytem tej części Małej Fatry. W północno-wschodnim kierunku grzbiet Kojšovej opada do Wagu, tworząc jedno ze zboczy Streczniańskiego Przesmyku. Stoki wschodnie opadają do głębokiej doliny potoku Javorina.
Kojšová zbudowana jest ze skał wapiennych i całkowicie porasta ją las. Na zachodnich, opadających do miejscowości Stráňavy stokach są dwa duże kamieniołomy wapieni. Przecinką na południowych stokach poprowadzono linię elektryczną wysokiego napięcia. Zboczami, przez przełęcz Sedlo pod Kojšovou prowadzi szlak turystyczny.

## Szlak turystyczny
Stráňavy –  Sedlo pod Kojšovou – Strečno, pod hradom